# داني سيبايوس
دانيال «داني» سيبايوس فرنانديز (مواليد 7 أغسطس 1996) هو لاعب كرة قدم إسباني يلعب في مركز الوسط أو الهجوم مع نادي الملكي ريال مدريد في الدوري الإسباني ومنتخب إسبانيا لكرة القدم .

## مسيرته الكروية

### ريال بيتيس
ولد داني سيبايوس في أوتريرا، مقاطعة إشبيلية، وأنظم إلى شباب نادي إشبيلية في عام 2004 عندما كان في سن الثامنة، ولكن تم التخلي عنه في عام 2009 بسبب التهاب الشعب الهوائية المزمن. ليلعب في وقت لاحق مع نادي أوتريرا في مسقط رأسه، وأكتمل تطوره إلى أن وقع مع نادي ريال بيتيس في عام 2011. وقع عقده الاحترافي الأول مع النادي الأخير في 22 فبراير 2014، حينها كان لايزال صغير.
في 26 أبريل 2014، لعب سيبايوس أول مباراة رسمية له مع الفريق الأول للأندلسيين، حيث دخل كبديل متأخر في المباراة التي خسرها النادي الأندلسي في الليغا بنتيجة 0–1 ضد نادي ريال سوسيداد. في 21 ديسمبر، سجل أول هدف في مسيرته، وساعد فريقه في أحتلال المركز الأول بعد الفوز 2–0 على راسينغ سانتاندير في دوري الدرجة الثانية الإسباني.
في 15 أكتوبر 2015، بعد مفاوضات مطولة جدد سيبايوس عقده حتى عام 2020. في 16 أبريل 2017 سجل هدفه الأول في الليغا، في المباراة التي أنتهت بفوز ريال بيتيس بنتيجة 2–0 على إيبار.

### ريال مدريد
في 14 يوليو 2017، أعلن ريال مدريد التوقيع مع سيبايوس لمدة ست سنوات. وقد لعب أول مباراة له في 16 أغسطس، دخل بديلاً عن توني كروس في الدقيقة 80 من إياب كأس السوبر الإسباني في الكلاسيكو الذي أنتهى بفوز ريال مدريد بنتيجة 2–0 على برشلونة. وفي 23 سبتمبر لعب ثاني مباراة في الدوري وأول مباراة له كأساسي مع الريال ضد ألافيس وسجل سيبايوس أول أهدافه مع الريال عند الدقيقة 10 ولم يكتفي بهدف واحد بل سجل هدفه الثاني بنفس المباراة عند الدقيقة 43، ليقود الريال بالفوز في المباراة بنتيجة 2–1.
شارك سيبايوس في أربع مباريات خلال دوري أبطال أوروبا 2017–18، حيث فاز ريال مدريد بلقبه الثالث على التوالي والثالث عشر في تاريخه. في 13 يناير 2019، بعد دخوله كبديل بـ15 دقيقة فقط على أرض ملعب فريقه السابق والصافرات التي تلقاها من الجماهير، سجل سيبايوس هدف من ركلة حرة في الدقيقة الأخيرة من المباراة ليمنح الملكي هدف الفوز في المباراة 2–1 على ريال بيتيس في ملعب بينيتو فيامارين.

#### أرسنال (إعارة)
في 25 يوليو 2019، تم الإعلان عن انضمام سيبايوس إلى أرسنال في صفقة إعارة مدتها موسم واحد. حصل سيبايوس على القميص رقم 8، والذي كان يرتديه آرون رامزي قبل انتقاله المجاني إلى يوفنتوس. تلقى سيبايوس عرض من توتنهام هوتسبير غريم أرسنال في شمال لندن، لكنه اختار الانضمام إلى أرسنال بدلاً من ذلك، بعد محادثة مع أوناي إيمري مدرب أرسنال.

## مسيرته الدولية
في 5 نوفمبر 2014، تم استدعى سيبايوس إلى منتخب إسبانيا تحت 19 سنة، ولعب ضد ضد ألمانيا وفرنسا واليونان في البطولة التي أستضافتها البلاد الأخيرة. وكان أول مشاركة له في منتخب إسبانيا تحت 21 في 26 مارس 2015، ودخل بديلاً عن صامويل كاستييخو في نصف المباراة التي أنتهت بفوز بفوز منتخب إسبانيا بنتيجة 2–0 على منتخب النرويج تحت 21 سنة في كارتاخينا، مرسية. بعد أربعة أيام في ليون، كانت أول مشاركة له كلاعب أساسي في المباراة التي أنتهت بفوز منتخب إسبانيا بنتيجة 4–0 على روسيا البيضاء.
على الرغم من بدءه البطولة في بولندا على مقاعد البدلاء، ألا أن أداءه في بطولة أوروبا تحت 21 سنة منح إسبانيا المركز الثاني. وأختير هو كأفضل لاعب في البطولة.
شارك سيبايوس في أول مباراة له مع منتخب إسبانيا الأول ضد كرواتيا في 11 سبتمبر 2018، حيث لعب المباراة كاملة والتي أنتهت بهزيمة وصيف العالم آنذاك 6–0 في دوري الأمم الأوروبية 2018–19 أ.
مع منتخب إسبانيا تحت 21 سنة شارك أيضًا في بطولة أمم أوروبا تحت 21 سنة 2019. وفاز بها.

## الإحصائيات
آخر تحديث 28 أبريل 2019.
| النادي         | الموسم   | الدوري                            | الدوري | الدوري  | الكأس1 | الكأس1  | قاري   | قاري    | المجموع | المجموع |
| النادي         | الموسم   | !الدرجة                           | الظهور | الأهداف | الظهور | الأهداف | الظهور | الأهداف | 1الظهور | الأهداف |
| -------------- | -------- | --------------------------------- | ------ | ------- | ------ | ------- | ------ | ------- | ------- | ------- |
| ريال بيتيس     | 2013–14  | الدوري الإسباني                   | 1      | 0       | 0      | 0       | —      | —       | 1       | 0       |
| ريال بيتيس     | 2014–15  | دوري الدرجة الثانية الإسباني      | 33     | 5       | 2      | 0       | —      | —       | 35      | 5       |
| ريال بيتيس     | 2015–16  | الدوري الإسباني                   | 34     | 0       | 4      | 0       | —      | —       | 38      | 0       |
| ريال بيتيس     | 2016–17  | الدوري الإسباني                   | 30     | 2       | 1      | 0       | —      | —       | 31      | 2       |
| ريال بيتيس     | المجموع  | المجموع                           | 98     | 7       | 7      | 0       | —      | —       | 105     | 7       |
| ريال بيتيس ب   | 2014–15  | الدوري الإسباني الدرجة الثانية بي | 4      | 0       | —      | —       | —      | —       | 4       | 0       |
| ريال مدريد     | 2017–18  | الدوري الإسباني                   | 12     | 2       | 6      | 0       | 4      | 0       | 22      | 2       |
| ريال مدريد     | 2018–19  | الدوري الإسباني                   | 23     | 3       | 7      | 0       | 4      | 0       | 34      | 3       |
| ريال مدريد     | المجموع  | المجموع                           | 35     | 5       | 13     | 0       | 8      | 0       | 56      | 5       |
| أرسنال (إعارة) | 2019–20  | الدوري الإنجليزي                  | 0      | 0       | 0      | 0       | 0      | 0       | 0       | 0       |
| الإجمالي       | الإجمالي | الإجمالي                          | 137    | 12      | 20     | 0       | 8      | 0       | 165     | 12      |

1 تشمل كأس السوبر الإسباني وكأس السوبر الأوروبي وكأس العالم للأندية.

### المنتخب
آخر تحديث 23 مارس 2019.
| المنتخب الوطني | العام   | الظهور | الأهداف |
| -------------- | ------- | ------ | ------- |
| إسبانيا        | 2018    | 5      | 1       |
| إسبانيا        | 2019    | 1      | 0       |
| المجموع        | المجموع | 6      | 1       |

### الأهداف الدولية
آخر تحديث 15 نوفمبر 2018.
قائمة الأهداف والنتائج مع منتخب إسبانيا الأول
| # | التاريخ        | المكان                       | الخصم   | الهدف | النتيجة | المسابقة                       | م. |
| - | -------------- | ---------------------------- | ------- | ----- | ------- | ------------------------------ | -- |
| 1 | 15 نوفمبر 2018 | ملعب ماكسيمير، زغرب، كرواتيا | كرواتيا | 1–1   | 2–3     | دوري الأمم الأوروبية 2018–19 أ |    |

## الإنجازات

### النادي
ريال بيتيس
- دوري الدرجة الثانية الإسباني: 2014–15[31]

 ريال مدريد
- الدوري الإسباني: 2021–22،[32] 2023–24[33]
- كأس ملك إسبانيا: 2022–23[34]
- كأس السوبر الإسباني: 2017،[35] 2021–22،[36] 2023–24[37]

- دوري أبطال أوروبا: 2017–18[38]، 2021–22،[39] 2023–24[40]

- كأس السوبر الأوروبي: 2017[41]، 2022،[42] 2024[43]

- كأس العالم للأندية: 2017،[44] 2018،[45] 2022[46]
- كأس القارات للأندية: 2024[47]

### المنتخب
إسبانيا تحت 21
- بطولة أمم أوروبا تحت 21 سنة (1): 2019[48]

 إسبانيا تحت 19
- بطولة أوروبا تحت 19 سنة (1): 2015[49]

### الفردية
- بطولة أوروبا تحت 21 سنة: فريق البطولة / أفضل لاعب في البطولة 2017.[50][51]

## وصلات خارجية
- داني سيبايوس على موقع الاتحاد الدولي (مؤرشف)  (الإنجليزية)
- داني سيبايوس على موقع الاتحاد الأوربي (الإنجليزية)
- داني سيبايوس على موقع الاتحاد الأوربي (الإنجليزية)
- داني سيبايوس على موقع إي إس بي إن إف سي (الإنجليزية)
- داني سيبايوس على موقع قاعدة بيانات كرة القدم.إي يو (الإنجليزية)
- داني سيبايوس على موقع ليكيب (الفرنسية)
- داني سيبايوس على موقع ناشيونال فوتبول تيمز (الإنجليزية)
- داني سيبايوس على موقع Soccerbase.com (لاعب) (الإنجليزية)
- داني سيبايوس على موقع Soccerway.com (الإنجليزية)
- داني سيبايوس على موقع عالم كرة القدم.نت (الإنجليزية)